# Ella Guru

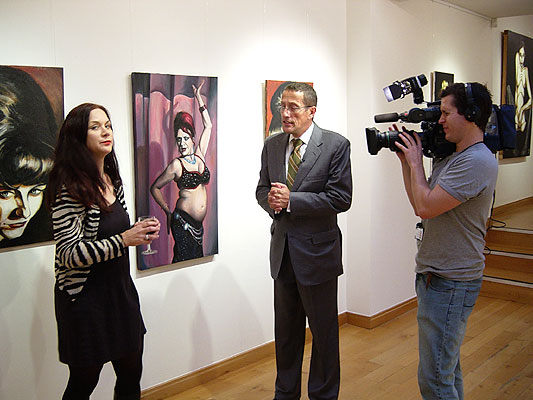
Ella Guru beim Interview mit Richard Quest von CNN International, 2006

Ella Guru, eigentlich Ella Drauglis, (* 24. Mai 1966 in Ohio) ist eine US-amerikanische Musikerin und Malerin.

## Leben
Nach ihrem Studium an der Ohio State University in Columbus ging Ella Drauglis nach England, wo sie seit 1991 in London lebt.
Ella Guru gründete zusammen mit Anjali Bhatia im Spätsommer 1992 die Londoner Independent-Band Voodoo Queen. Die Band besteht aus Anjali Bhatia (Gitarre, Gesang), Ella Guru (Gitarre, Backing Vocals), Stefania Lucchesini (Schlagzeug), Rajni Bhatia (Keyboards) und Anjula Bhasker (Bass). Später kam Rebecca Lunn zur Band, da Anjula Bhasker für ein Familienbesuch in Indien die Band verlassen musste. Im Januar 1993 traten sie in der bekannten BBC Radio 1-Sendung Peel Session von John Peel auf. Andere Radio- und TV-Auftritte folgten, darunter zwei weitere Peel-Sessions.

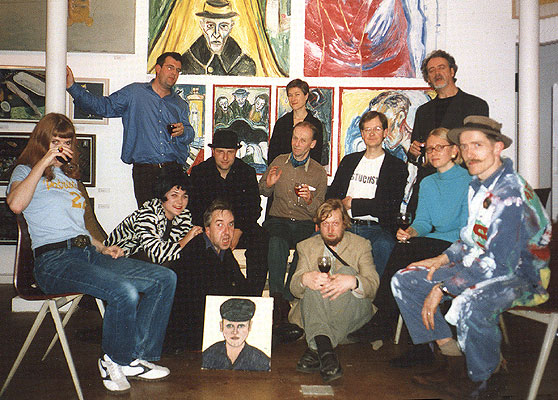
The first Stuckist group, 1999

Im Jahr 1999 gehörte Ella Guru zu den zwölf Gründungsmitgliedern der Stuckisten, eine internationale Kunstbewegung, die als Alternative zu den von Charles Saatchi geförderten Young British Artists gegründet wurde. Obwohl ursprünglich als Bewegung für neue figurative Malerei gegründet, ist der Stuckismus heute eine Vereinigung von Künstlern unterschiedlichster Betätigungsfelder und Stilrichtungen. Sie beteiligt sich an Demonstrationen gegen den Turner Prize, nach dem Maler William Turner benannter britischer Kunstpreis, vor der Tate Gallery. Im selben Jahr wurde sie zum Painter of the Year von der Amsterdam Homosexuell News ausgezeichnet.
2001 heiratete sie Sexton Ming (* 1961), einen englischen Exzentriker und Künstler. Bei der Trauung trug er das Brautkleid und sie trat als Bräutigam auf. Aus der gemeinsamen Verbindung ging bisher eine Tochter, Lucy (* 2004), hervor.

## Galerie

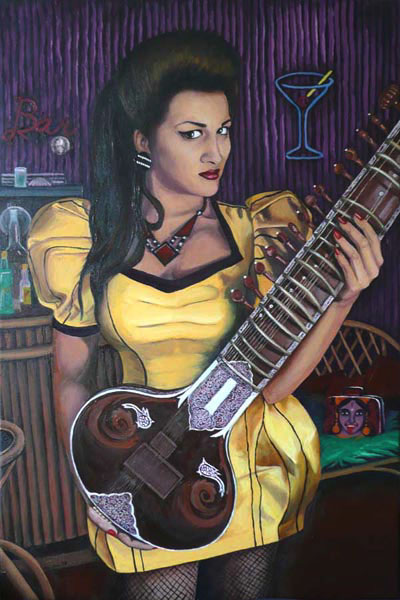
Bishi
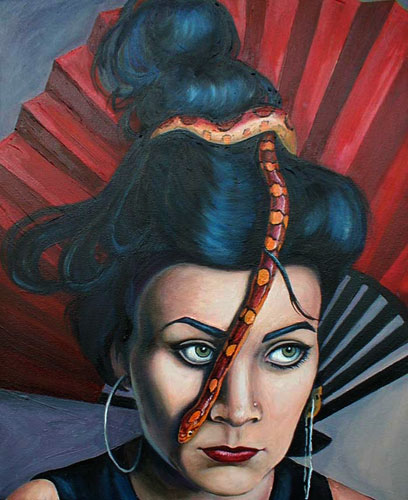
Fan mit Schlange
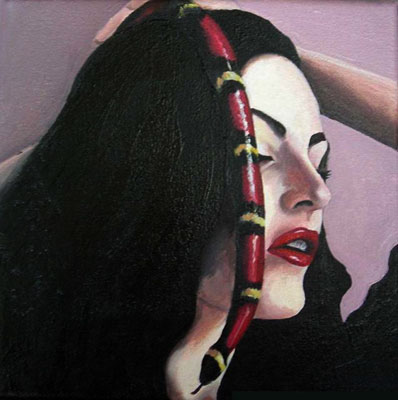
Schlange 4
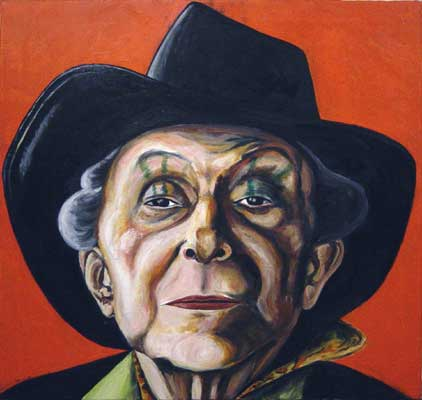
Quentin Crisp

## Singles
- 1993 Supermodel superficial
- 1993 Kenuewee head
- 1994 F Is For Fame
- 1995 Eat The Germs

## Album
- 1994 Chocolate Revenge

## Ausstellungen (Auswahl)
- Walker Art Gallery
- Liverpool Biennial
- Spectrum London Gallery